# 大连职业技术学院
大连职业技术学院（第二块牌子：大连开放大学）（Dalian Vocational & Technical College）（Dalian open University）现有四个校区、三个附属中专（大连电子学校、大连建设学校、大连海洋学校）。
大连职业技术学院（大连开放大学）的前身是大连管理干部学院（始建于1979年），1999年经教育部批准改制为大连职业技术学院。2001年根据市政府的工作安排，大连工业学校和大连师范学校并入学校。2007年学校被教育部、财政部确定为100所“国家示范性高等职业院校建设计划”立项建设单位之一，并于2010年6月顺利通过了教育部和财政部组织的项目建设验收评审。2019年2月，大连职业技术学院与大连开放大学（大连广播电视大学）进行优化整合。
大连职业技术学院现有夏家河校区和南关岭校区、普湾校区、白云校区，总占地面积103.2万平方米。现有全日制高职在校生13,537人。建筑面积103.2万平方米，教学仪器设备9400台（套），总值1.3亿元，纸质藏书59.43万册，永久性电子图书存量542.65GB。现有教职工853人，其中专任教师534人，“双师”型专任教师393人，全校具有高级职称者245人。辽宁省“技能大师工作室”2个，优秀专家1人，教学名师13名，专业带头人12名，优秀骨干教师17名，优秀教学团队10支；大连市高端人才1人，大连市青年才俊18人，市级教学名师2人，市级专业带头人1人，市级技能大师工作室2个，享受市政府特殊津贴1人。

## 校园外交合作
5月21日，美国东北州立大学校长罗德尼·汉利、副校长丹尼·梅伯里一行5人来校访问交流。我校党委书记、校长杨跃权在夏家河子校区五楼会议室会见了来访客人。双方围绕人才培养、专业建设、国际合作等议题进行深入探讨。
座谈后，客人一行参观了我校校史馆、工匠馆及《在职院，遇见二十四节气里的非遗》展,深入了解我校发展脉络与办学成果，加深了对我国工匠精神及我校建设发展史的理解，并近距离体验了东方非物质文化遗产的独特魅力。
为增进与我校的文化交流，5月20日，葡萄牙埃武拉大学副校长安娜·泰勒斯携4名学生受邀来校进行文化交流，副校长宋丽丽会见了来访客人，并陪同客人一行参观了学校校史馆和工匠馆、参加了学校组织的文化体验活动。
这是今年1月学校党委书记、校长杨跃权访问葡萄牙，并与埃武拉大学签署合作协议后，该校继而组织的回访活动，是两校推动深层次交流、推进“中文+文化+职业教育”合作的首次尝试。

## 院系设置

### 概述
学校设有机械工程学院、电气电子工程学院、汽车工程学院等14个学院和3个教学部；制造、电子信息、财经、旅游等11个专业大类的59个专业（方向）；并拥有以数控技术、应用电子技术、汽车检测与维修技术、物流管理、老年服务与管理专业为龙头的国家级示范专业群5个和以涉外旅游、商务日语专业为龙头的地方性重点示范专业群2个，现有国家级教学改革试点专业1个、辽宁省品牌专业13个、大连市示范性专业2个。

### 学院
（※以下带有 “♦”标识的为辽宁省普通高等学校高职特色(品牌)专业）

| - 机械工程学院 - 计算机辅助设计与制造专业 - 数控设备应用与维护专业 - 数控设备应用与维护专业 - 模具设计与制造专业 - 数控技术专业 ♦ - 机械设计与制造(机械装配技术) - 机械设计与制造专业 - 电气电子工程学院 - 电气自动化技术专业 - 应用电子技术专业 - 微电子技术专业 - 机电一体化技术专业 - 光电子应用技术专业 - 交通工程学院 - 航海技术专业 - 轮机工程技术专业 - 船舶工程技术专业（船体修造方向） | - 汽车工程学院 - 汽车检测与维修技术专业 ♦ - 汽车电子技术专业 - 汽车技术服务与营销专业 - 城市轨道交通运营管理专业 - 汽车制造与装配技术专业 - 信息工程学院 - 软件技术专业 - 软件（日语）专业♦ - 计算机网络技术专业 - 电子商务专业 - 游戏软件专业 - 计算机信息管理专业 - 经济管理学院 - 物流管理专业 - 市场营销专业 - 国际贸易实务专业 | - 建筑工程学院 - 建筑工程管理专业 - 工程造价专业 - 房地产经营与估价专业 - 物业管理专业 ♦ - 楼宇智能化工程技术专业 - 工商管理学院 - 会计电算化专业 - 会计（涉外方向） - 工商企业管理专业 - 金融与证券专业 - 社会事业学院 - 老年服务与管理专业 ♦ - 社区管理与服务专业 - 人力资源管理专业 - 文秘专业 - 法律事务专业 | - 国际商务语言学院 - 商务日语专业 ♦ - 商务英语专业 - 应用韩语专业 - 应用俄语专业 - 学前教育与艺术设计学院 - 学前教育专业 ♦ - 广告设计与制作专业 - 装潢艺术设计专业 - 影视动画专业 - 旅游与酒店管理学院 - 烹饪工艺与营养（营养师）专业 - 生物技术及应用专业 - 涉外旅游专业 ♦ - 酒店管理专业 - 国际学院 - 继续教育学院 |

### 教学部
| - 基础教学部 - 理科教研室 - 语文教研室 - 计算机教研室 - 体育教研室 | - 公共外语教学部 - 英语第一教研室 - 英语第二教研室 - 日语教研室 | - 思想政治理论课教学科研部 - 毛泽东思想和中国特色社会主义理论体系概论 - 思想道德修养与法律基础 - 形势与政策 |

## 四大组织
“四大组织”为各独立于社团并且直属校团委管理的学生机构。“四大组织”为同学间的叫法，官方并没有这一说法。除了下面列举的“四大组织”外，还有“学院国旗护卫队”独立于各社团。

### 院学生会
（院）学生会是在学院团委指导下，学生进行“自我服务、自我管理、自我教育”的组织。

### 团属新闻传媒中心
团属新闻传媒中心是在学院团委指导下的学生组织，主要负责学院团刊《职院青年》和《大学攻略》的编辑、制作、出版和发行；以及团委网站、团属新闻传媒中心网站的创办、更新与维护；并对院里的重大事件进行摄影记录及后期通讯报道。

### 学生团体联合会
学生团体联合会是在学院团委指导下开展工作的学生组织，对各社团的发展提供服务和保障，简称“学联”。
目前学联下辖思想政治类、公益服务类、兴趣爱好类一级社团33个，二级社团50个，还有青年志愿者学会、以工学团等公益类社团。

### 海之声广播台
海之声广播台成立于1996年。除每日的广播外，还承办了学院的“校园歌手龙虎榜”比赛。

## 校企合作
学校坚持“举校企合作旗、走工学结合路”，坚持“以服务为宗旨、以就业为导向”的办学理念，目前已与1000余家企业建立了以“共同培养企业需求的实用型人才”为目标的合作关系，并合作开办多个“订单班”培养输送企业的学生。
（※下表排序不分先后）
（※本表尚未完成，稍后更新）
| 企业名称                                 | 对应订单班名称 | 最近一次续约年月 | 订单班招收届数        | 历史签约记录                         | 备注 |
| ---------------------------------------- | --- | ---------------- | --------------------- | ------------------------------------ | --- |
| 大连亿达信息技术有限公司                 | 亿达信息技术班 | 2010.7           | 二届                  | 2009.10 一届                         | |
| 埃森哲信息技术（大连）有限公司           | 埃森哲班 | 2010.9           | 二届                  | 2009.12 一届                         | |
| 大连通世泰建材有限公司                   | ?? | 2010.5           | ?届                   | 2006.9 五届BPO班+一届NC班 2009.12 ?? | |
| 大连天道技术服务有限公司                 | ?? | 2010.9           | 三届                  | 2008.8 二届                          | |
| 简伯特有限公司                           | 简柏特定向培养班（简伯特班） | 2010.5           | 二届顶岗工作班        | 2001.5 ?? 2006.9 ?? 2009.4 一届      | |
| 上海通用汽车有限公司                     | ?? | 2007.5           | 三届                  | --                                   | 上海通用汽车ASEP奖学金、数百万元的教学用车、零件总成等教学设备。我院为ASEP项目国内第一家高职合作院校                |
| 大商集团                                 | 大商班 | 2007.11          | 三届                  | --                                   | |
| 大连中升集团                             | ?? | 2007.6           | 四届维修班+二届营销班 | --                                   | 中升助学金与中升奖学金                                                                                              |
| 奇瑞汽车股份有限公司                     | ?? | ??               | ??                    | --                                   | |
| 大连固特异轮胎有限公司                   | ?? | ??               | ??                    | --                                   | 价值163万美元的罗克韦尔公司自动化控制设备及相关软件、模拟生产设备及其他辅助设备，建立大连职业技术学院固特异培训中心 |
| 英特尔半导体（大连）有限公司             | 英特尔实验班 | 2008.9           | ??                    | --                                   | |
| 中远船务工程集团有限公司                 | 中远班 | 2007.12          | ??                    | 2006.? 第一期“中远船务班”            | |
| 大连天道技术服务有限公司                 | 天道班 | 2010.?           | ??                    | 2008.9 一届 2009.9 一届              | |
| 大连信华信息技术有限公司                 | 信华班 | 2010.?           | ??                    | 2009.? 一届                          | 仅日语方向专业 |
| 瓦房店轴承集团有限公司                   | ?? | ??               | ??                    | ??                                   | |
| 道依茨（大连）柴油机有限公司             | ?? | ??               | ??                    | ??                                   | |
| 大连重工•起重集团                        | ?? | ??               | ??                    | ??                                   | |
| 中缆集团有限公司                         | 白云山线缆班 | 2009.7           | 三届                  | ??                                   | |
| 大连奥托股份有限公司                     | 奥托机器人班、奥托机械制作班 | 2010.?           | ??                    | ??                                   | |
| 大连港集团有限公司                       | ?? | 2009.?           | ??                    | ??                                   | |
| 东北特殊钢集团有限责任公司               | ?? | ??               | ??                    | ??                                   | |
| 大连联华快客商业便利有限公司             | 快客班 | 2009.11          | ??                    | ??                                   | |
| 大连民勇集团股份有限公司                 | 民勇班 | ??               | ??                    | ??                                   | |
| 大连爱儿坊教育管理有限公司               | 爱儿坊订单班 | 2009.?           | ??                    | ??                                   | |
| 大连中国国际旅行社有限公司               | ?? | ??               | ??                    | ??                                   | |
| 大连香格里拉大饭店                       | ?? | 2010.?           | ??                    | ??                                   | 为酒店管理专业设立专项奖学金                                                                                        |
| 大连日航饭店                             | 日航班 | 2010.?           | ??                    | ??                                   | |
| 大连凯宾斯基饭店                         | 凯宾斯基饭店班 | 2011.9           | ??                    | ??                                   | |
| 野村信息技术（大连）有限公司             | 野村班 | 2011.?           | ??                    | ??                                   | 仅商务日语专业 |
| ??                                       | 现代班 | 2011.?           | ??                    | ??                                   | 仅商务日语专业 |
| 中国太平洋人寿保险股份有限公司大连分公司 | 银行保险客户经理订单班 | ??               | ??                    | ??                                   | |
| 大连连城数控机器股份有限公司             | ?? | ??               | ??                    | ??                                   | |
| 大连同泰汽车部件有限公司                 | ?? | ??               | ??                    | ??                                   | |
| 大连交通运输集团                         | 汽车工程技术系（现：汽车工程学院）：交运汽车维修订单班 信息技术系（现：信息工程学院）：交运计算机订单班 管理工程系（现：工商管理学院）：交运物流订单班 | 2011.?           | ??                    | ??                                   | |
| 三垒机器股份有限公司                     | ?? | ??               | ??                    | ??                                   | 机械工程技术系设“三垒奖学金”                                                                                        |
| 大森数控公司                             | 大森数控系统班、大森机器班 | ??               | ??                    | ??                                   | |

## 历任领导
（※该条目还在完善中……）
| 称谓                                   | 姓名   | 在任世间                |
| -------------------------------------- | ------ | ----------------------- |
| 大连管理干部学院院长                   | 戴克敏 | 1996年8月 - 1999年?月   |
| 大连职业技术学院院长                   | 戴克敏 | 1999年年?月 - ????年?月 |
| 大连职业技术学院党委书记               | 姜斯奇 | ?? - ??                 |
| 大连职业技术学院院长                   | 刘金涛 | 2008年6月 - 2009年12月  |
| 大连职业技术学院委书记                 | 刘金涛 | 2009年12月 - ??         |
| 大连职业技术学院院长                   | 姜运政 | 2009年12月 - 2010年12月 |
| 大连职业技术学院党委书记               | 何守林 | 2012年5月 - ??          |
| 大连职业技术学院院长                   | 栾永斌 | 2010年12月 - ??         |
| 大连职业技术学院党委书记、院长（校长） | 杨跃权 | ??-??                   |

## 备注
1. ↑  位于大连市甘井子区夏泊路100号的夏家河校区、和南关岭校区、普湾校区、與白云校区。
2. ↑  夏家河校区位于大连市甘井子区夏泊路100号。
3. ↑  简柏特（大连）有限公司，原通用电气（大连）行政管理技术咨询有限公司
4. ↑  顶岗工作班是简伯特班的深化。
5. ↑  ASEP项目即汽车维修服务技能校企合作项目，是由美国通用汽车公司于1979年在北美地区创立，已经成功运作31年的一项规模宏大的汽车维修技工教育培训活动。